# Chodov (district de Sokolov)
Pour les articles homonymes, voir Chodov.
Chodov (en allemand : Chodau) est une ville du district de Sokolov, dans la région de Karlovy Vary, en Tchéquie. Sa population s'élevait à 12 609 habitants en 2025.

## Géographie
Chodov se trouve à 9 km à l'ouest du centre de Karlovy Vary, à 10 km au nord-est de Sokolov et à 122 km à l’ouest de Prague.
La commune est limitée par Tatrovice et Černava au nord, par Božičany et Mírová à l'est, par Nové Sedlo au sud, et par Vintířov et Vřesová à l'ouest.

## Histoire
Par décret de l'empereur François-Joseph, Chodov fut élevée au statut de ville le 30 septembre 1894. Elle reçut ses armoiries l'année suivante.

## Population
Recensements (*) ou estimations de la population de la commune dans ses limites actuelles :
| 1869* | 1880* | 1890* | 1900* | 1910* | 1921* | 1930* |
| ----- | ----- | ----- | ----- | ----- | ----- | ----- |
| 2 472 | 3 389 | 5 204 | 7 104 | 7 470 | 7 035 | 7 849 |

| 1950* | 1961* | 1970*  | 1980*  | 1991*  | 2001*  | 2011*  |
| ----- | ----- | ------ | ------ | ------ | ------ | ------ |
| 3 786 | 4 551 | 11 798 | 14 704 | 14 929 | 14 687 | 13 748 |

| 2015   | 2016   | 2017   | 2018   | 2019   | 2020   | 2021*  |
| ------ | ------ | ------ | ------ | ------ | ------ | ------ |
| 13 940 | 13 816 | 13 671 | 13 547 | 13 394 | 13 300 | 12 451 |

| 2022   | 2023   | 2024   | 2025   | - | - | - |
| ------ | ------ | ------ | ------ | - | - | - |
| 12 683 | 12 733 | 12 649 | 12 609 | - | - | - |

## Galerie

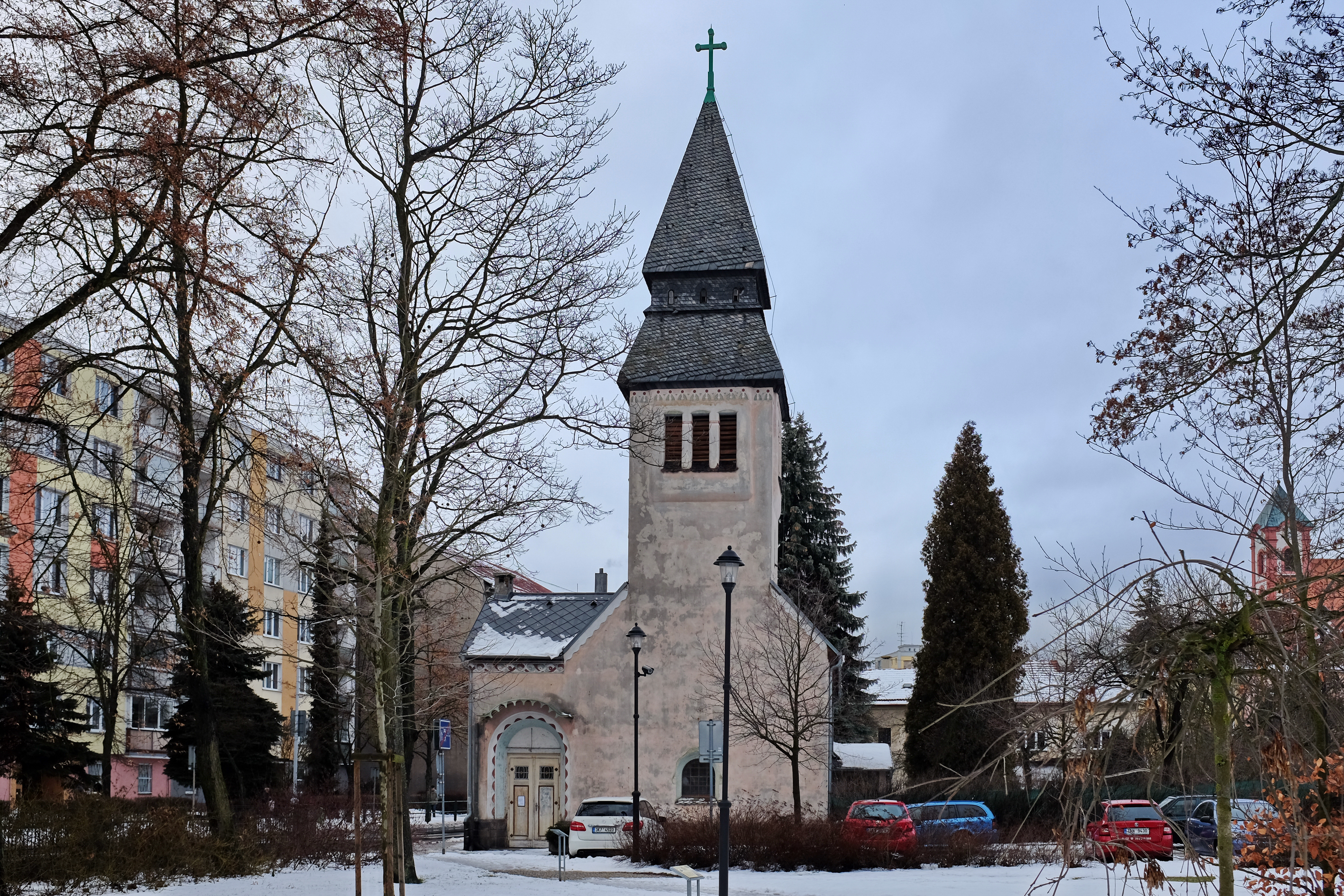
Église évangélique.
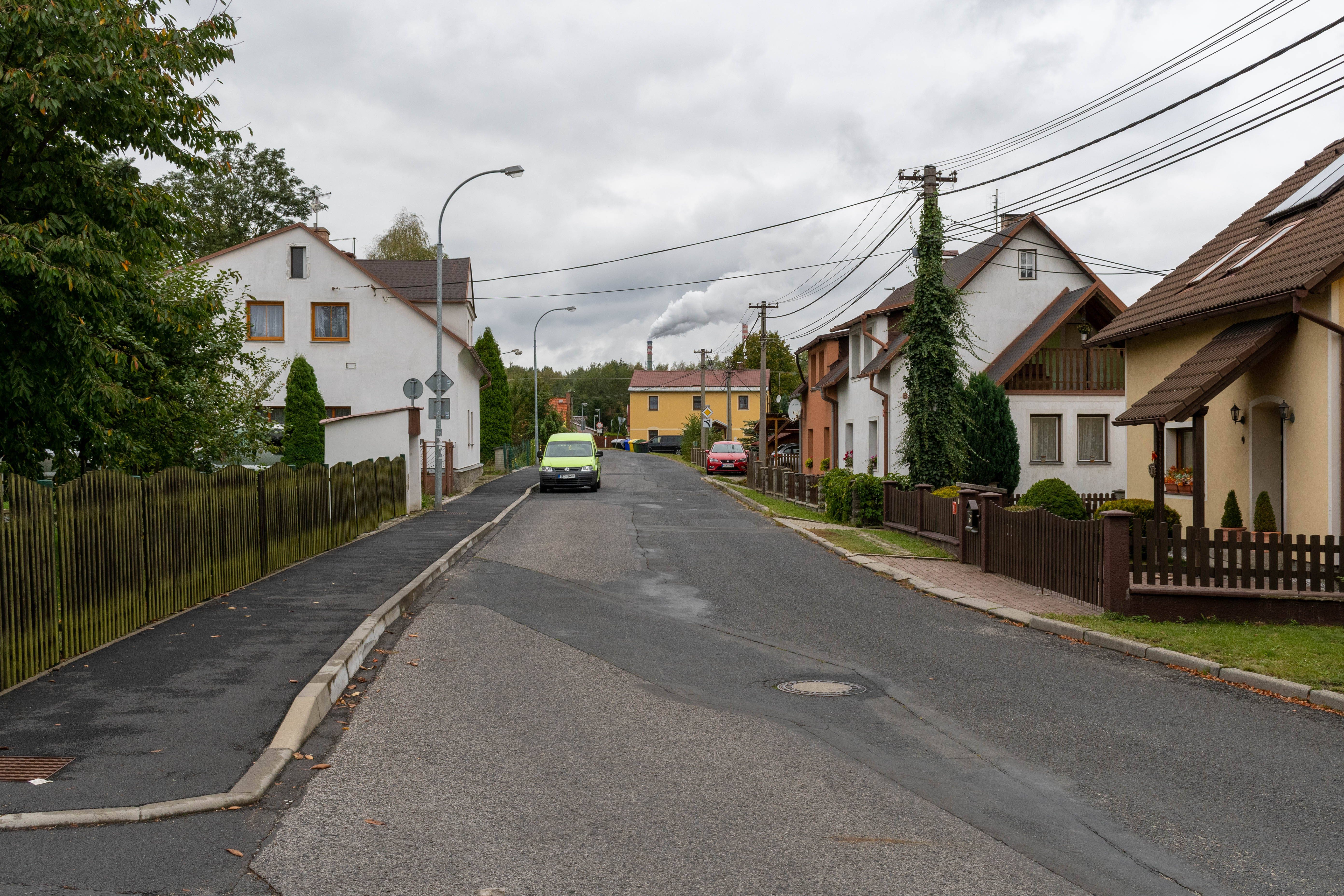
Rue de Stará Chodovská.

## Transports
Par la route, Chodov se trouve à 9,5 km de Karlovy Vary, à 13 km de Sokolov et à 137 km de Prague.

## Jumelages
- Oelsnitz/Erzgeb. (Allemagne)
- Waldsassen (Allemagne)